# أوسبالدو ألانيس
الاسم : أوسبالدو ألانيس(عربي) oswaldo alanis
المهنة :لاعب كورة قدم في نادي تيكوس tecos ولاعب في منتخب المكسيك
المركز :دفاع
تاريخ: الميلاد:18 مارس 1989
العمر :22 عام
الطول : 182 سنتمتر
الوزن :79 كيلوجرام
وقد شارك اللاعب في كوبا أمريكا 2011 المقامة في الأرجنتين ويعتبر نجم الفريق مع زملائه جيوفاني دوس سانتوس، ورافاييل ماركيز لوغو، وممن يعتمد عليه المدرب خوسي مانويل دي لا توري.

## روابط خارجية
- أوسبالدو ألانيس على موقع الاتحاد الدولي (مؤرشف)  (الإنجليزية)
- أوسبالدو ألانيس على موقع الدوري الأمريكي (الإنجليزية)
- أوسبالدو ألانيس على موقع قاعدة بيانات كرة القدم.إي يو (الإنجليزية)
- أوسبالدو ألانيس على موقع ناشيونال فوتبول تيمز (الإنجليزية)
- أوسبالدو ألانيس على موقع Soccerway.com (الإنجليزية)
- أوسبالدو ألانيس على موقع AS.com (الإسبانية)
- موقع كورة الرياضي